# Repubblica partigiana dell'Ossola
(Sandro Pertini, Messaggio del Presidente in occasione del 40° anniversario della Repubblica dell'Ossola)
La Repubblica dell'Ossola o Repubblica ossolana (più precisamente Zona liberata dell'Ossola) è stata una repubblica partigiana sorta nel Nord Italia il 10 settembre 1944 e riconquistata dai fascisti il 23 ottobre 1944. A differenza di altre Repubbliche partigiane, la Repubblica dell'Ossola fu in grado, in poco più di un mese di vita, di affrontare non solo le contingenze imposte dallo stato di guerra, ma anche di darsi un'organizzazione articolata, con l'istituzione della Giunta provvisoria di Governo di Domodossola e della zona liberata (G.P.G.). Durante i seppur brevi Quaranta giorni di libertà, personaggi illustri come Umberto Terracini, Piero Malvestiti e Gianfranco Contini collaborarono alla redazione di riforme ad orientamento democratico, che sarebbero poi state d'ispirazione per la stesura della Costituzione italiana.
La storia della Repubblica dell'Ossola è stata narrata nello sceneggiato di Leandro Castellani Quaranta giorni di libertà e dal libro di Giorgio Bocca Una repubblica partigiana (1964). Una narrazione molto particolareggiata si trova anche nel romanzo Il cavallo rosso di Eugenio Corti.

## Valore storico e politico
Nel corso della Resistenza furono molte le aree liberate dai nazifascisti, che si organizzarono in Repubbliche partigiane (tra le prime vi furono la Repubblica di Maschito, la Repubblica del Corniolo e la Repubblica di Montefiorino). Secondo Roberto Battaglia, tuttavia, le più grandi e significative furono la Repubblica dell'Ossola e la Repubblica della Carnia. Giorgio Bocca, a queste due grandi repubbliche, aggiunge anche la Repubblica dell'Alto Monferrato.
Nella valutazione della maggior parte degli studiosi l'esperienza ossolana occupa un posto preminente per molteplici motivi. In primis per la vastità del territorio su cui il governo poté estendersi: il territorio conquistato dai partigiani comprendeva un'area di 1600 km², sei vallate, 32 Comuni e più di 80000 abitanti. Inoltre, se è indubbio che le diverse formazioni partigiane ossolane, attraverso molteplici e valorose azioni militari, sono state le artefici della nascita della Repubblica dell'Ossola, tale vicenda non può essere confinata ad un mero fatto d'armi. Aldo Moro scrisse in occasione del XV anniversario:
(Aldo Moro, Lettera in occasione del XV anniversario della Repubblica dell'Ossola)
La notevole, concreta esperienza politica e amministrativa operò fin dall'inizio con un'ampiezza di prospettive straordinaria, proiettandosi verso un nuovo tipo di comunità nazionale e dunque di Stato. Come un autentico Governo, la Giunta provvisoria si dimostrò capace di organizzare, nel pur breve tempo concessole dalla vicenda bellica, i rifornimenti essenziali per la popolazione, l'assistenza, la difesa militare, la polizia, l'ordinamento degli impieghi, le finanze, la scuola, l'assistenza, la giustizia. Se è vero che nella sua breve esistenza la G.P.G. non ebbe modo, salvo che per il programma scolastico, di redigere documenti programmatici o Carte di principi da assimilarsi a tentativi di carte costituzionali, tuttavia, dalla lettura dei verbali e dei documenti emanati di volta in volta dalla Giunta, si scorgono indiscutibilmente i principi di vera legalità e di libertà a cui si ispirerà e su cui si assesterà la futura Repubblica Italiana. In molti ambiti si ha esempio di ciò: nel lavoro, con la giusta retribuzione e il rispetto della dignità di ognuno, nell'istruzione, nell'assistenza agli indigenti, nella giustizia e nell'amministrazione del territorio:
(Aldo Moro, Lettera in occasione del XV anniversario della Repubblica dell'Ossola)
L'unicità dell'esperienza ossolana va dunque ricercata nella capacità di rispondere non solo ad esigenze di ordine militare, ma soprattutto nella volontà di credere in un assetto politico alternativo a quello nazifascista, prefigurando di fatto l'instaurazione in Italia di un regime democratico.
(Ferruccio Parri, Lettera in occasione del XV anniversario della Repubblica dell'Ossola)

## Storia

### Formazioni partigiane in Val d'Ossola nell'estate 1944

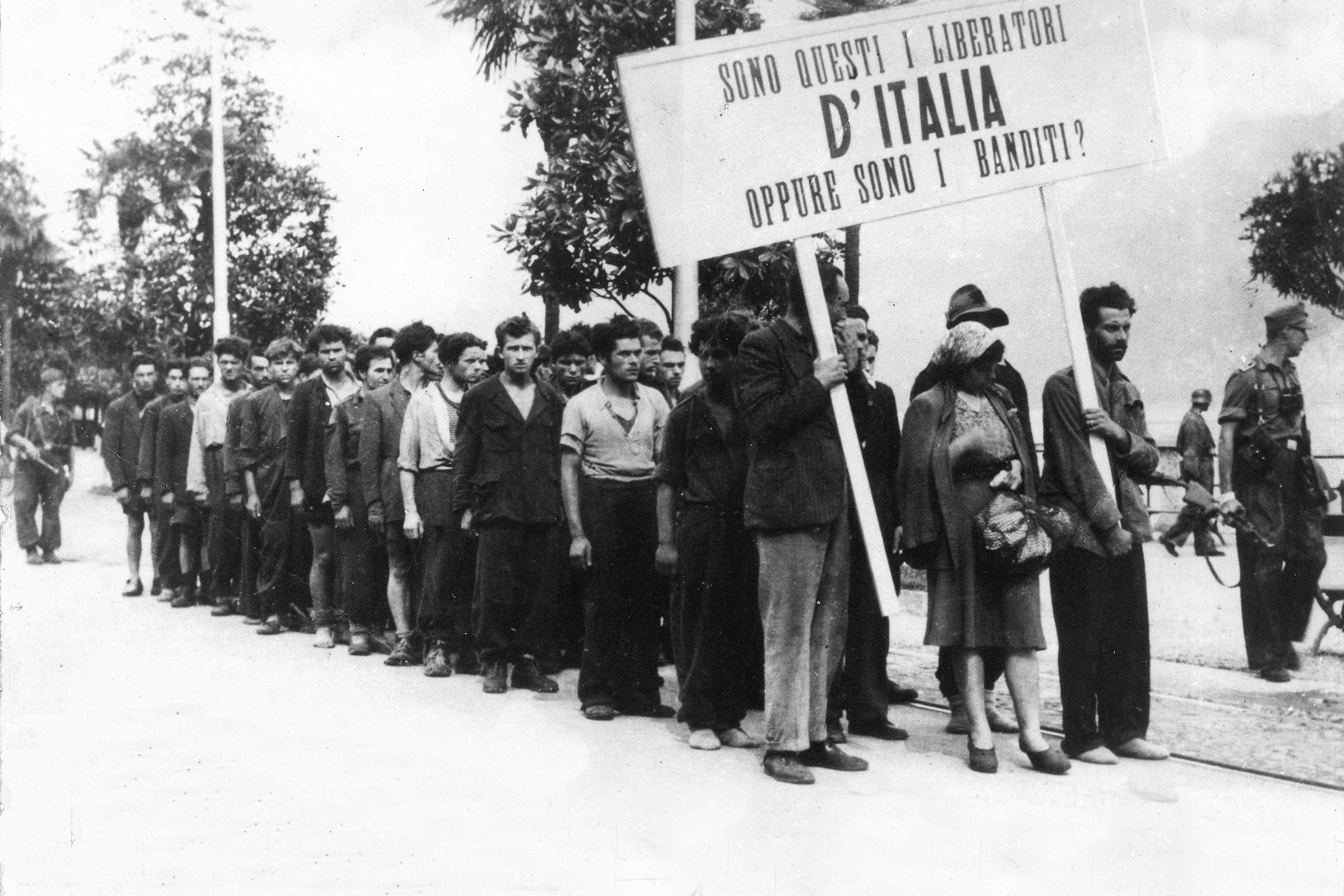
Partigiani catturati vengono fatti sfilare sul lungolago di Verbania prima di essere fucilati, il 20 giugno 1944.

Nelle zone montuose ad Ovest del Lago Maggiore erano attive numerose formazioni partigiane. In Valsesia alcuni gruppi partigiani avevano istituito la Repubblica partigiana della Valsesia già a Giugno. Tra i gruppi attivi in Val d'Ossola c'erano la Valdossola di Dionigi Superti, la Cesare Battisti di Armando Calzavara (Arca), la Giovane Italia di Nino Chiovini (Peppo) e Guido il Monco e la X Brigata Garibaldi di Mario Flaim.
Dall'11 giugno al 1º luglio 1944 il comando SS di Monza coordinò un'operazione militare volta ad annientare le formazioni partigiane insediate in particolare nella zona selvaggia della Val Grande: per una ventina di giorni parecchie migliaia di nazifascisti braccarono 500 partigiani. Nonostante la presenza, fra i partigiani, dell'infermiera Maria Peron che salvò moltissime vite, alla fine del rastrellamento si contarono circa 300 partigiani morti, 208 baite e stalle incendiate in Val Grande e in Val Pogallo, 50 case danneggiate o distrutte dai bombardamenti a Cicogna. Numerose in quei giorni le fucilazioni di partigiani catturati, la più consistente il 20 giugno con 42 vittime a Fondotoce, nel luogo in cui è stato in seguito eretto il Parco della Memoria e della Pace. Dopo la fine dell'azione il comandante Mario Muneghina costituì la brigata garibaldina  Valgrande Martire. Vittime del rastrellamento furono anche civili, pastori ed alpigiani, che pagarono con la vita o con l'incendio delle stalle l'appoggio dato alla Resistenza.

### Liberazione

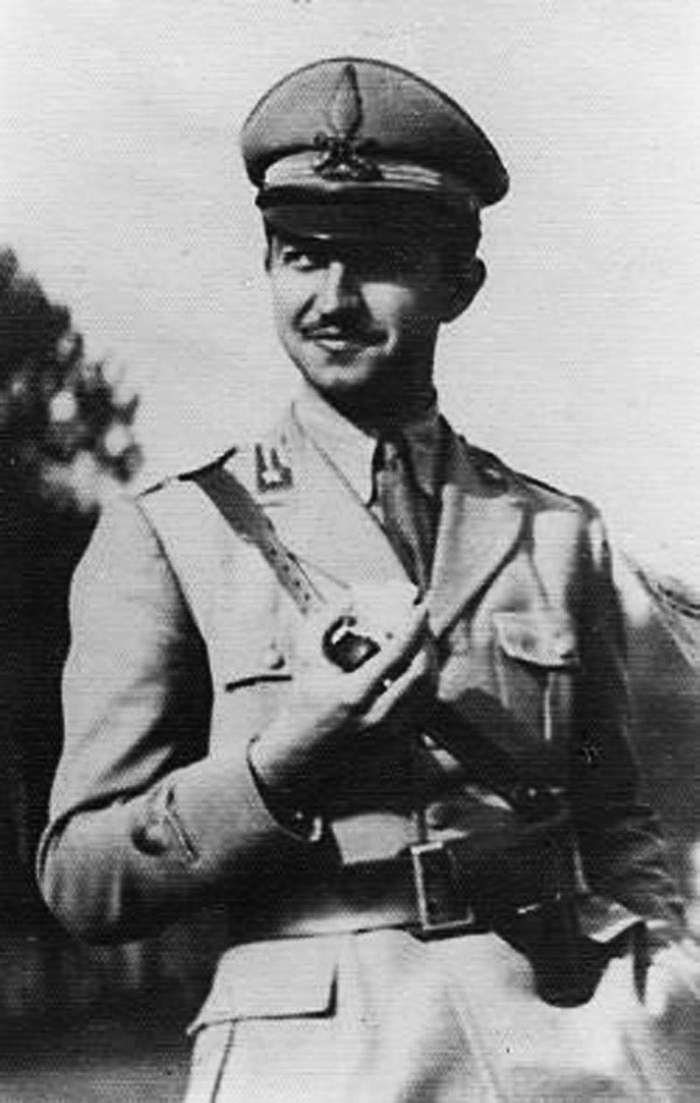
Alfredo Di Dio

La liberazione della regione è dovuta ai partigiani della Divisione Val Toce, che, sotto il comando del capitano Alfredo Di Dio, l'8 settembre 1944 attaccarono le truppe fasciste di stanza a Domodossola sconfiggendole e, dopo averle scacciate, parlarono di "territorio liberato". Solo in seguito, sull'esempio di zone come la Repubblica del Corniolo, la prima repubblica partigiana nell'Italia del nord, si cominciò a usare l'espressione "repubblica" dell'Ossola. Tutte le leggi e i corpi militari fascisti vennero sciolti in soli 2 giorni. Venne vietata l'esportazione di valuta e venne rinnovata la toponomastica della valle. Salò reagì tagliando i rifornimenti all'intera valle, ma, dopo alcune incertezze, la piccola repubblica ottenne l'appoggio della Svizzera.

### Caduta
Il 10 ottobre le truppe della Repubblica Sociale attaccarono con 5000 uomini e, dopo aspri scontri, il 23 ottobre riconquistarono tutto il territorio. La gran parte della popolazione abbandonò la Val d'Ossola per rifugiarsi in Svizzera, lasciando il territorio pressoché deserto, impedendo di fatto le forti rappresaglie che furono minacciate dai fascisti e dal capo della provincia in particolare. A tal proposito proprio il capo della Provincia Enrico Vezzalini scrisse il famoso comunicato a Mussolini che recitava: "Abbiamo riconquistato l'Ossola, dobbiamo riconquistare gli Ossolani".

## Giunta provvisoria di Governo
(Ettore Tibaldi, Prima riunione della G.P.G.)

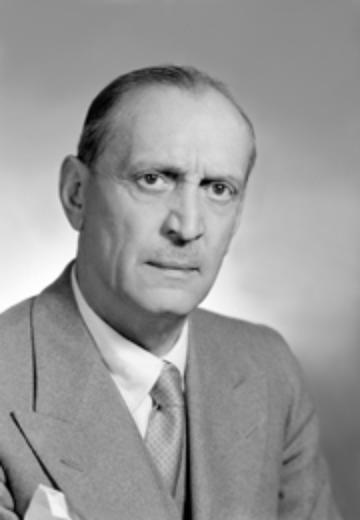
Ettore Tibaldi, Presidente della Giunta provvisoria

La Giunta provvisoria di Governo si insediò l'11 settembre 1944 presso il Palazzo Civico della città di Domodossola, su ordine del maggiore Dionigi Superti, comandante della divisione Val d'Ossola e rappresentante delle altre formazioni Patriote della Val d'Ossola. Aveva giurisdizione su tutti i territori liberati delle Valli dell'Ossola e della Val Cannobina con un bacino di più di 80.000 abitanti. I confini della Repubblica partivano dal Lago Maggiore includendo, ai limiti di essa, Cannero, Oggebbio, Trarego, Ghiffa, Premeno, Aurano, Intragna, Caprezzo, Cambiasca, Miazzina, Cossogno, San Bernardino Verbano, Mergozzo e Ornavasso (era escluso Cannobio).

### Membri della Giunta
La G.P.G. si riunì dodici volte nella Sala storica del Municipio domese e una volta in Valle Antigorio (quando Domodossola era già stata evacuata) ed era così composta:
- Prof. Ettore Tibaldi (socialista): Presidenza - Commissario per il collegamento con il Comitato di Liberazione Nazionale, per i Rapporti con l'Estero, Giustizia e Igiene
- Ing. Giorgio Ballarini (antifascista indipendente): Commissario per i Servizi Pubblici, Trasporti, Lavoro
- Dott. Mario Bandini (Bonfantini all'anagrafe, socialista): Commissario per il collegamento con l'Autorità Militare, Stampa

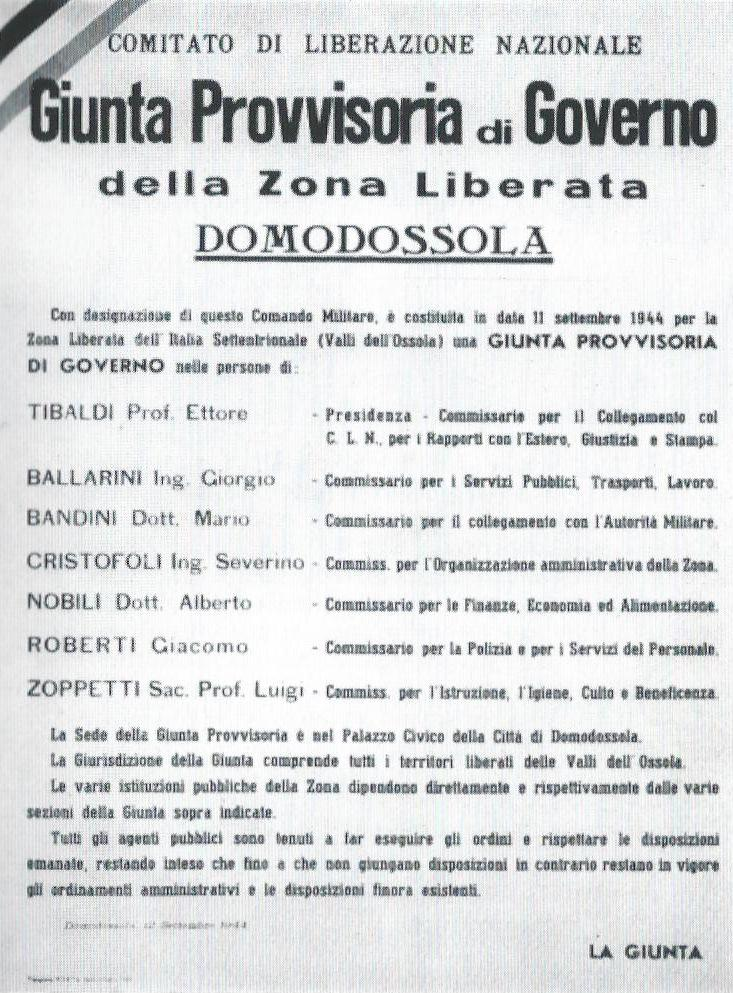
Il Manifesto che annuncia la formazione della Giunta provvisoria di Governo

- Ing. Severino Cristofoli (partito d'azione): Commissario per l'Organizzazione amministrativa della Zona e per il Controllo della produzione industriale
- Dott. Alberto Nobili (liberale): Commissario per le Finanze, Economia ed Alimentazione
- Giacomo Roberti (comunista): Commissario per la Polizia e per i Servizi del Personale
- Prof., sacerdote Luigi Zoppetti: Commissario per l'Istruzione, Culto e Assistenza Pubblica

Sono subentrati successivamente:
- Don Gaudenzio Cabalà (democristiano): Commissario per l'Istruzione, Culto e Assistenza Pubblica (in sostituzione di Luigi Zoppetti dal 16 settembre[16])
- Oreste Filopanti (all'anagrafe Emilio Colombo, comunista): Commissario per la Polizia e per i Servizi del Personale (in sostituzione di Giacomo Roberti dal 22 settembre[17])
- Luigi Mari (all'anagrafe Natale Menotti, democristiano): Commissario per gli Affari Tributari e Finanziari
- Amelia Valli (all'anagrafe Gisella Floreanini in Della Porta, comunista): Commissario per l'Assistenza e per i Rapporti con le Organizzazioni Popolari (insediatasi il 7 ottobre[18]).

Il Presidente della Giunta, Ettore Tibaldi, era un medico, professore di patologia medica dell'Università di Pavia, che a causa delle sue idee socialiste, aveva perso la cattedra universitaria e si era autoconfinato a Domodossola. Il 7 novembre 1943 aveva organizzato un'insurrezione operaia a Villadossola, repressa nel sangue dai nazifascisti. Fuggito in Svizzera, era poi rientrato nel capoluogo ossolano dopo la resa del comando tedesco, avvenuta la sera del 9 settembre 1944. Dopo la Liberazione, sarebbe diventato Vice Presidente del Senato nella IV Legislatura.
Da notare che Gisella Floreanini fu la prima donna a ricoprire un incarico governativo in Italia: il primo ministro donna della Repubblica Italiana sarebbe infatti stata successivamente Tina Anselmi nel Governo Andreotti III.
(Gisella Floreanini, Una donna nel governo dell'Ossola)

### Membri del Comitato di Liberazione Nazionale di Zona
Il Comitato di Liberazione Nazionale di Zona si affiancava alla Giunta, con compito di controllo politico e amministrativo. Risultava composto da:
- Tito Chiovenda (liberale), avvocato, diplomatico e fratello del celebre proceduralista Giuseppe[24]
- Ugo Claudio Porzio-Giovanola, (socialista)
- Gianfranco Contini (partito d'azione), celebre storico, filologo e critico letterario, medaglia d'oro ai benemeriti della scuola della cultura e dell'arte[25]
- Giuseppe Marchioni (comunista)
- Luigi Zoppetti (democristiano)
- Ermenegildo Sacco (socialista), rappresentante del C.N.L. di Novara

### Collaboratori illustri

Umberto Terracini, Segretario Generale e futuro Presidente dell'Assemblea Costituente

La Giunta, durante il suo mandato, si assicurò l'aiuto di vari collaboratori e consulenti, alcuni dei quali sarebbero diventati uomini di spicco della prima repubblica, ricordati anche nella storia per aver partecipato alla stesura della Costituzione italiana. Tra questi vi erano:
- Umberto Terracini, in veste di Segretario Generale, futuro presidente dell'Assemblea Costituente[26]
- Ezio Vigorelli, in veste di Consulente Legale e Giudice Straordinario, anch'egli futuro membro dell'Assemblea Costituente, sottosegretario al tesoro nel V governo De Gasperi (I legislatura) e Ministro del lavoro e della previdenza sociale nel Governo Segni I, Governo Scelba (II legislatura) e Governo Fanfani II (III legislatura)[27]
- Gigino Battisti, come Intendente e Agente Commerciale, futuro Sindaco di Trento e membro dell'Assemblea Costituente[28]
- Piero Malvestiti, in qualità di Consigliere Finanziario, futuro sottosegretario al Ministero delle Finanze nel Governo De Gasperi IV, sottosegretario al Ministero del Tesoro nei governi De Gasperi V e De Gasperi VI, ministro dei Trasporti nel Governo De Gasperi VII, ministro dell'Industria e del Commercio nel Governo Pella, commissario europeo per il Mercato Interno, vicepresidente della Comunità economica europea, presidente della CECA[29]
- Corrado Bonfantini, come rappresentante della missione del CLNAI a Domodossola e successivamente della Giunta provvisoria di Governo presso il CLNAI stesso a Milano; futuro membro dell'Assemblea Costituente e deputato nella I, II e III legislatura[30]
- Carlo Calcaterra, in qualità di membro della Commissione didattica consultiva per la riforma scolastica ad impronta democratica[31]; avrebbe insegnato all'Università Cattolica di Milano e all'Università di Bologna, divenendo celebre critico e storico della letteratura italiana[32]
- Cipriano Facchinetti, come rappresentante della Giunta provvisoria di Governo presso il CLNAI di Lugano[24]; futuro deputato all'Assemblea Costituente, senatore di diritto nella I legislatura e nelle successive, ministro della Guerra nel secondo governo De Gasperi e della Difesa nel quarto governo De Gasperi[33]
- Concetto Marchesi, fuggito in Svizzera dopo l'appello alla lotta antifascista pronunciato a Padova in veste di rettore, era rientrato in Italia per assistere da privato cittadino all'esperienza ossolana[24]

## Attività politiche e di amministrazione
Ciascun Commissario assolveva i compiti di sua pertinenza, con l'aiuto dei Collaboratori preposti. Tuttavia le questioni di maggior importanza venivano sempre trattate in Consiglio, nel corso di frequenti adunanze serali e diurne. Se è vero che l'attività della Giunta era prevalentemente rivolta a far fronte alle difficoltà del momento, è altresì innegabile, che ogni atto e provvedimento era costantemente ispirato alla preoccupazione di far valere i principi di democrazia, giustizia civile e progresso sociale. Questi elementi fondanti sarebbero poi stati pienamente ripresi dalla nascente Costituzione italiana.

### Rapporti con le autorità nazionali e coordinamento con le iniziative popolari
(Ivanoe Bonomi, I telegramma del Presidente alla Giunta provvisoria di Governo)

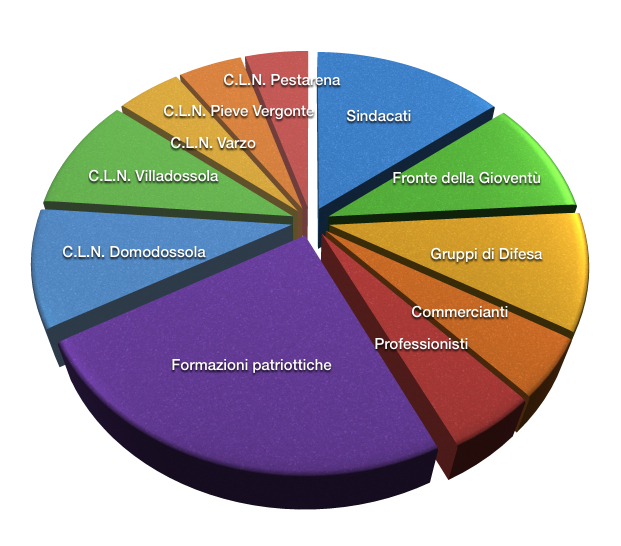
Composizione dell'ipotetico Consiglio Popolare di Governo

La Giunta si adoperò nel mantenere relazioni con le organizzazioni politiche nazionali, sia per vederne convalidata la propria autorità, sia per ottenere aiuto e consiglio. Pur mantenendo infatti un certo grado di autonomia decisionale e amministrativa, rimase sempre dipendente dal CLNAI, fonte di autorità e prestigio, come dimostrato dall'ampia corrispondenza epistolare. Nacquero tuttavia inizialmente alcune divergenze: subito dopo l'istituzione della Giunta, infatti, una missiva del CLNAI informò il Governo provvisorio, che i Rapporti con l'Estero esulavano totalmente dalle competenze della Giunta, dovendo quest'ultima mantenere esclusivamente rapporti con il CLNAI stesso, dichiarando altresì nullo l'atto di istituzione da parte del maggiore Dionigi Superti. Trattandosi infatti di territorio nazionale liberato, la competenza sulla nomina di Giunte di amministrazione civile non apparteneva ai comandanti militari ma al CLNAI, che però di fatto ratificava quanto già disposto dal maggiore. Il malessere da parte della G.P.G. venne esposto in una missiva diretta al CLNAI di Lugano, in cui si faceva notare la necessità di gestire questioni internazionali connesse alla vita quotidiana, essendo la Val d'Ossola zona di confine. L'accordo fu poi raggiunto attraverso la nomina di un rappresentante presso il CLNAI di Lugano, l'on. Cipriano Facchinetti. Una volta risolte le divergenze con il CLNAI, la Giunta fu riconosciuta anche dal Governo Nazionale di Roma, con il quale essa cercò diverse volte un collegamento diretto. L'allora Presidente Ivanoe Bonomi scrisse infatti alla G.P.G. due telegrammi, elogiando il lavoro svolto e fornendo massimo appoggio: 
(Ivanoe Bonomi, II telegramma del Presidente alla Giunta provvisoria di Governo)
Un'altra preoccupazione della Giunta fu quella di mantenere i più distesi rapporti possibili con la popolazione, favorendo ogni manifestazione e stabilendo un controllo immediato da parte dei cittadini sull'attività politica e amministrativa dell'organo istituito. In tal senso si stimolò la ricostituzione e l'affermazione dei C.L.N di Zona; si mantennero stretti collegamenti con le organizzazioni sindacali, di partito e di massa; si promosse la stampa locale; si svolsero comizi e manifestazioni pubbliche. Oltre a ciò la Giunta aveva in mente un criterio di convocazione diretta con un Consiglio Popolare di Governo. Nella bozza, avrebbe dovuto essere costituito da ventun membri rappresentativi delle più disparate organizzazioni e categorie (dai membri dei C.L.N. locali ai commercianti e professionisti), che avrebbero collaborato con ogni Commissario della Giunta. Tale organo si sarebbe dovuto riunire ogni 10 giorni e avrebbe vigiliato sull'attività della G.P.G.. Sarebbe stato di fatto un'espressione fedele del pensiero e degli interessi dei cittadini, seppur nei limiti imposti dalle circostanze. Purtroppo il precipitare degli eventi non ha poi permesso l'attuazione di tale proposito.

### Relazioni con la Svizzera
(Guglielmo Canevascini, Aiutiamo la popolazione dell'Ossola)
Le relazioni con la Confederazione Elvetica diedero luogo a importanti manifestazioni di solidarietà, che contribuirono alla lotta per la Liberazione. Il Delegato della Croce Rossa svizzera per il soccorso all'Italia accompagnò a Domodossola il 22 settembre 1944 il primo treno di viveri (patate, farina, carne, latte) e medicinali, cui ne sarebbero poi seguiti molti altri. Guglielmo Canevascini, consigliere di stato ticinese, dopo aver constatato la situazione in cui versava la vallata scriveva alla popolazione ticinese: « Ho visitato l'Ossola liberata. La situazione alimentare è tragica. La popolazione civile della regione - 60.000 persone, esclusi i militari - è ridotta alla fame [..] Manca tutto; si incontra ovunque, fra una nobile e dignitosa fierezza che è nel comportamento del popolo, tutto lo squallore e la miseria ». In seguito all'appello, si attivarono diverse opere assistenziali verso l'Ossola: tra queste un Comitato costituitosi in Canton Ticino venne in aiuto dei bambini ossolani, per cui oltre 2.000 di essi vennero ospitati da famiglie elvetiche, per sottrarli alla carestia; successivamente lo stesso aiuto venne riservato anche ai profughi ossolani. Fecero visita a Domodossola anche i consiglieri nazionali Francesco Borella, Karl Dellberg, il sindaco di Locarno G.B. Rusca e autorevoli giornalisti. In tal senso anche molti e importanti quotidiani svizzeri, tra cui la Gazette de Lausanne e La Tribune de Genève seguivano da vicino la vicenda riportando accuratamente l'evolvere degli eventi.

### Organizzazione politico-amministrativa del territorio
(Circolare della G.P.G. ai Comuni della Zona liberata)
Inizialmente, in attesa che i C.L.N. di Zona e locali fossero operativi, la Giunta provvide alla nomina di un Commissario Straordinario per ogni Comune, in sostituzione dei Podestà e dei commissari prefettizi, affinché venisse garantita la continuità politica e amministrativa. Successivamente, con la costituzione dei C.L.N., si designarono e si istituirono in ogni Comune Giunte Comunali composte da cinque membri (Sindaco e quattro Assessori), coadiuvate da Consigli Comunali Popolari. La Giunta Comunale di Domodossola fu composta, attraverso trattative fra i partiti, da cinque membri, con sindaco Carlo Lightowler, socialista. È importante sottolineare che la G.P.G lasciò massima autonomia agli Enti Locali, limitando a pochissimi atti la ratifica tutoria. Avvenuta la costituzione delle Giunte in quasi tutti i Comuni, la funzione del Commissario per l'Organizzazione amministrativa si limitò alla risoluzione di problematiche di carattere locale e al coordinamento dei rapporti tra i diversi Comuni.

### Rapporti con le formazioni partigiane e loro comandi
| Formazione                                  | Localizzazione                                                              |
| ------------------------------------------- | --------------------------------------------------------------------------- |
| Divisione Valdossola                        | Territorio a sinistra del Toce da Mergozzo a Domodossola e Masera           |
| Divisione Valtoce                           | Territorio a destra del Toce da Mergozzo a Domodossola esclusa Villadossola |
| 85ª Brigata Garibaldina "Valgrande Martire" | Zona di Intra                                                               |
| 83ª Brigata Garibaldina "Comolli"           | Villadossola, Valle Antrona, Valle Anzasca, Bognanco                        |
| 10ª Brigata Garibaldina                     | Valle Antigorio e Val Formazza                                              |
| Divisione Piave                             | Val Vigezzo e Val Cannobina                                                 |
| 8ª Brigata Matteotti                        | Presidio in Val Vigezzo e impiego in Antigorio e Bassa Ossola               |
| Brigata Beltrami                            | Val Strona                                                                  |

Moltissime erano le formazioni partigiane presenti nella Zona liberata. Fu necessario un coordinamento di tutte le divisioni, al fine di ottenere una risposta offensiva e difensiva efficace, ma vecchie divergenze e dissensi tra le diverse milizie ne rendevano difficoltosa la realizzazione. Dopo diverse trattative, furono radunati i comandanti delle diverse formazioni e tutti concordarono su un eventuale Comando unico. A questo scopo venne nominato dal CLNAI Marco Federici (all'anagrafe Giovanni Battista Stucchi), già al Comando militare Alta Italia. Diverse problematiche di ordine militare e politico rendevano comunque difficile l'accoglimento di questo incarico, per cui la Giunta si vide costretta più volte ad opere di mediazione. Dopo lunghe e complesse discussioni si riuscì a convincere tutti almeno sulla necessità di un Ufficio Unico militare, coordinatore delle operazioni e di tutte le iniziative delle formazioni ossolane, con la facoltà di riunire un consiglio militare generale. Il Comandante Unico Federici fu a quel punto in grado di coordinare piani di offesa e difesa, mantenendo contatti con ogni formazione.
La Giunta, partendo dal presupposto che spettasse a lei l'amministrazione delle riserve di materiale e di viveri, cercò inoltre di distribuire in maniera eguale tra popolazione e le diverse formazioni quanto veniva prodotto o giungeva in aiuto dalla Svizzera. In tal senso regolamentò, attraverso l'azione persuasiva dei suoi Commissari, le annose questioni sulle requisizioni, che venivano eseguite in maniera arbitraria da alcune milizie. Vennero redatte una serie di norme, da parte della G.P.G. e dai comandi delle formazioni, in cui si precisava, in caso di violazione di tali regole, la denuncia « al Giudice Istruttore per i provvedimenti interinali ed al C.L.N.A.I. per il rinvio a giudizio dinnanzi al Tribunale di guerra o l'aggiornamento del giudizio dinnanzi all'Autorità Giudiziaria del Governo Italiano ». Se non si riuscì mai ad avere un controllo totale del territorio per quanto riguardava tale problematica, soprattutto nelle zone più periferiche, la G.P.G. cercò sempre di mantenere come obiettivo precipuo i risarcimenti dovuti ad ogni comunità.

### Polizia e ordine pubblico
Oltre agli aspetti legati alle requisizioni non autorizzate, vi erano una serie di problematiche legate all'ordine pubblico, alla sicurezza politica della zona e alla vigilanza dei varchi di frontiera. Innanzitutto venne epurato il corpo di polizia esistente, con l'allontanamento degli agenti e dei funzionari nazifascisti. Il corpo così costituito, benché rinforzato di qualche elemento volontario, era tuttavia a mala pena sufficiente per il mantenimento dell'ordine pubblico in città e per la sicurezza politica.
| Forza                                 | Ufficiali | Sottufficiali | Guardie |
| ------------------------------------- | --------- | ------------- | ------- |
| Comando generale                      | 1         | 1             | 3       |
| Guardie finanziarie                   | 3         | 25            | 73      |
| Servizio d'Istituto                   | 1         | 13            | 185     |
| Reparto mobile                        | 3         | 6             | 94      |
| Squadra speciale c/o comm. di Polizia | 3         | 1             | 9       |

Venne pertanto istituito il Corpo volontario della Guardia Nazionale, dipendente dal Comando militare, con il compito di coadiuvare l'ordine pubblico interno e guarnire le frontiere di Ponte Ribellasca, Paglino e la dogana ferroviaria di Iselle. A capo della Guardia Nazionale venne nominato il colonnello Attilio Moneta di Malesco. Tale corpo, benché costituito esclusivamente da volontari con impronta spiccatamente militare e patriottica, assunse i compiti già propri dei Carabinieri, della Milizia Forestale e della Guardia di Finanza. All'interno della Guardia Nazionale vennero infatti istituite le seguenti forze:
- Comando Generale: doveva provvedere alla disciplina e all'amministrazione dei vari reparti.
- Guardia finanziaria e tributaria: assolveva ai servizi già svolti dalla Guardia di Finanza.
- Guardia forestale: provvedeva ai compiti già svolti dalla Milizia Forestale.
- Servizio di Istituto: era preposto all'ordine pubblico e di Polizia giudiziaria, servizio già prestato dal corpo dei Carabinieri Reali.
- Reparto mobile
- Squadra speciale staccata presso il commissariato di Polizia

La costituzione di tale corpo creò tuttavia diversi malumori all'interno delle diverse formazioni partigiane, che possedevano già corpi di polizia propri e sentivano minata la propria autorità. In tal senso i membri della Guardia Nazionale venivano spesso misconosciuti e umiliati, anche a causa dell'assenza di divise o armi, data l'esiguità di risorse. Anche in questo caso l'opera di mediazione della Giunta fu determinante nel rasserenare i malesseri e provvedette a distinguere i campi di competenza dei propri organi di polizia da quelli delle polizie patriottiche. Si tentò anche l'unificazione dei servizi di Polizia, ma tale disegno non si realizzò per il periodo troppo breve in cui sopravvisse la Repubblica dell'Ossola.

### Amministrazione della giustizia
(Alessandro Levi, Nessuna Rappresaglia)
La provvisorietà della G.P.G., unita all'incertezza su quale legislazione applicare e all'assenza di direttive dal Governo di Roma, imposero cautela nell'adottare provvedimenti inerenti alla giustizia. Ciò nonostante, i principi cui si ispirò la Giunta furono fortemente improntati ad un'idea di equità, di legalità e di libertà dell'individuo fortemente riformatori, valori che vennero poi pienamente ripresi dalla Costituzione italiana.
Per lo svolgimento dei processi ordinari, il Pretore venne destituito per collaborazionismo e al suo posto venne nominato Vice Pretore il dott. Giuseppe Darioli. Si decretò inoltre che da quel momento tutte le sentenze sarebbero state emesse « In nome della Nazione ». Per le istruttorie di carattere politico, venne invece istituito un Giudice Straordinario, l'avvocato Ezio Vigorelli, futuro Ministro del lavoro e della previdenza sociale e membro dell'Assemblea Costituente. I suoi poteri erano limitati agli ordini di rinvio a giudizio, di internamento e di scarcerazione degli imputati; in quest'ultimo caso era tuttavia necessario il parere del Commissario alla Polizia. In nessun caso sarebbero comunque state emanate sentenze definitive né di proscioglimento né di condanna.
Dato l'elevato numero di prigionieri politici rinchiusi presso il carcere cittadino (che aveva capacità massima di 40 persone), venne creato un campo di concentramento presso Druogno, in Val Vigezzo. Al 2 ottobre 1944 erano 150 gli arresti già eseguiti e si stimava di rastrellare altri 400 collaborazionisti o fascisti ritenuti pericolosi. Venne istituita anche una Commissione per l'Epurazione, nominata dal C.L.N. di zona, costituita da 4 rappresentanti di partito e da due cittadini noti per onestà e spirito antifascista, con l'incarico di proporre provvedimenti che sarebbero stati poi ratificati dalla Giunta.
La Giunta adottò inoltre una serie di criteri ispirati a principi di equità e giustizia:
- la convocazione in istruttoria, con mandato di comparizione, di tutti i neofascisti di modo che potessero dimostrare di non aver compiuto alcun atto contro i patrioti;
- l'arresto di tutti coloro che fossero imputabili per atti di collaborazionismo o contrari all'indipendenza e onore della patria;
- il rispetto, in qualsiasi detenuto, della persona umana e della dignità, come criterio fondamentale da contrapporre all'inquisizione fascista;
- la massima sollecitudine nella denuncia di tutti gli arresti al giudice, nello svolgimento delle formalità istruttorie e nell'emissione del provvedimento;
- l'esclusione di qualsiasi interferenza, anche e soprattutto dei capi militari.

È opportuno sottolineare che, con l'adozione di tali criteri, nonostante la drammaticità del contesto, durante il periodo della liberazione ossolana non vi furono turbamenti dell'ordine pubblico o delitti di alcun tipo, neppure condanne a morte. Ciò è da attribuire all'illuminata persona di Ezio Vigorelli, che rifiutò sempre una giustizia vendicativa, nonostante i suoi due figli fossero stati fucilati dai nazifascisti nei rastrellamenti del giugno 1944. Di lui si ricorda che, in visita al campo di concentramento di Druogno, sentendo gli internati segare la legna al ritmo "Du-ce, du-ce" esclamò: « No, il lavoro fatto controvoglia non ha alcun valore rieducativo ». In sostanza, nell'applicare i provvedimenti inerenti alla giustizia, vi fu sempre estrema equità, civiltà, imparzialità e inflessibilità. A proposito di ciò scrisse Alessandro Levi, celebre giurista e antifascista:
(Alessandro Levi, Nessuna Rappresaglia)

## Bandiera
Secondo Bocca la bandiera della repubblica sarebbe stata un tricolore rosso, verde e blu, in omaggio a tutte le formazioni militari partigiane che avevano partecipato alla liberazione e alla difesa del territorio libero dell'Ossola.
Ogni gruppo partigiano aveva poi le sue insegne. Verde quella di "Giustizia e libertà", rossa quella delle formazioni garibaldine, azzurra quella dei monarchici (vedi accanto ricostruzione).
|  |  |